# Orla Frøsnapper (film fra 2006)
 For alternative betydninger, se Orla Frøsnapper (flertydig). (Se også artikler, som begynder med Orla Frøsnapper)
Orla Frøsnapper er en dansk animationsfilm fra 2006 instrueret af Erling Budde efter manuskript af Erling Budde og Mads Buttenschøn.

## Handling
Bertram er sendt i byen. Hos slagteren kommer der en lille fræk hund og stjæler en af pølserne. Slagterens kone udlover en stor dusør til den der fanger hunden. På vejen hjem møder Bertram hunden, og den følger efter ham. Pludselig kommer byens værste bølle Orla Frøsnapper. Han vil gerne have fat i hunden og den store dusør.